# Peter Weiss

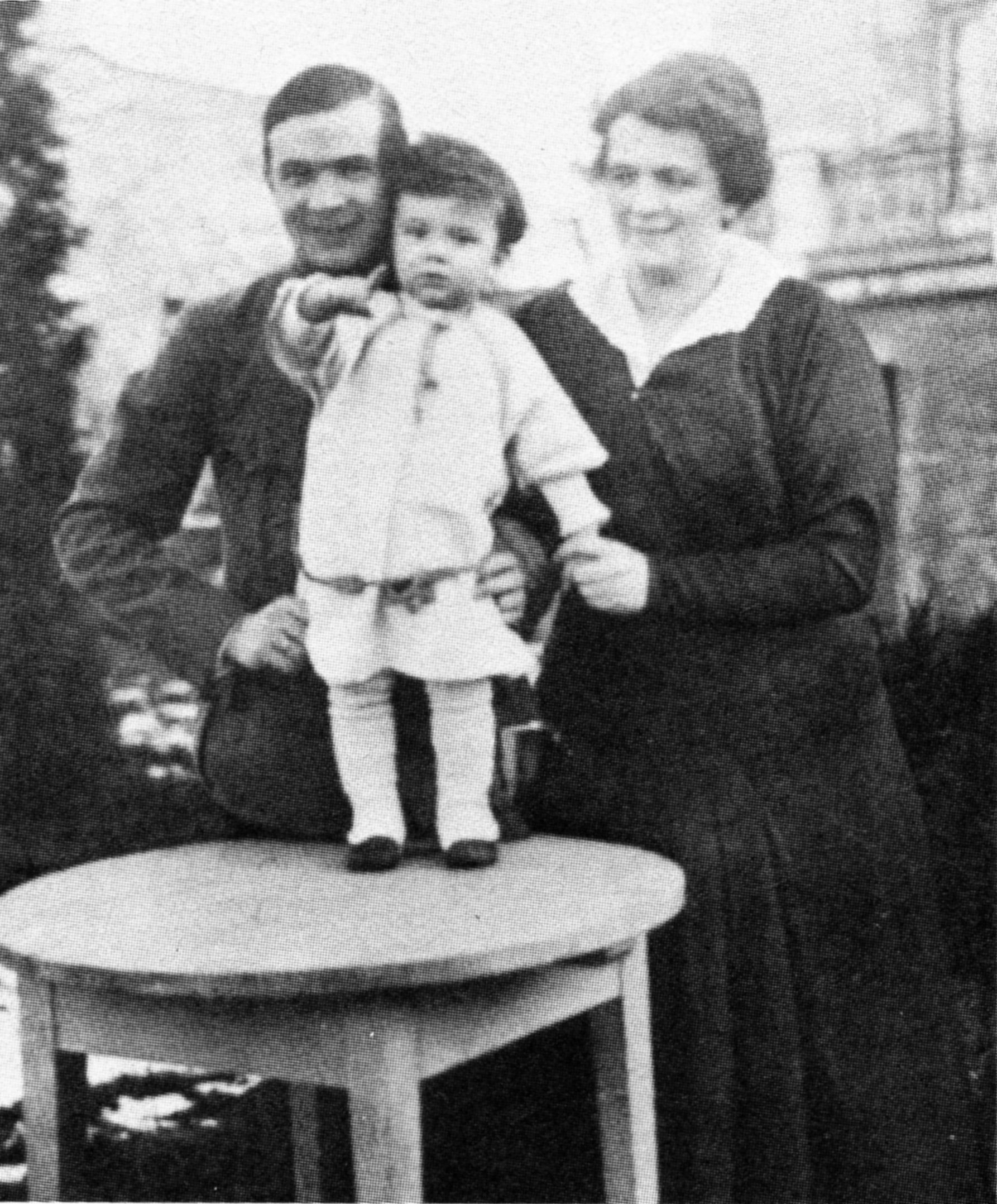
Peter Weiss 1918.

Peter Ulrich Weiss (Nowawes (het tegenwoordige Neubabelsberg) bij Berlijn, 8 november 1916 - Stockholm, 10 mei 1982) was een Duits-Zweedse (toneel)schrijver, beeldend kunstenaar, graficus en filmmaker van half Joodse komaf. 

## Levensloop
De familie Weiss, tot het christendom bekeerde Joden, moest in 1935 vanwege het nationaalsocialisme naar Engeland vluchten. In Londen bezocht Peter Weiss voor korte tijd de Polytechnic School of Photography. Tussen 1935 en 1938 studeerde hij op aanraden van zijn vaders vriend Hermann Hesse aan de Praagse kunstacademie. Voor het schilderij „Gartenkonzert“ ontving hij de academieprijs. Peter Weiss woonde daarna een tijdje bij Hesse in Montagnola in Zwitserland. Vanaf 1939 woonde hij in Zweden. (in 1946 kreeg hij het Zweedse staatsburgerschap). Weiss trouwde meerdere malen. In 1943 trouwde hij met schilderes en beeldhouwster Helga Henschen, in 1949 met Carlota Dethorey en in 1964 met kunstenares Gunilla Freiherrin Palmstierna. In 1966 ontving hij de Heinrich-Mann-Preis  van de Duitse Academie voor Kunsten in Oost-Berlijn. Hij was ook politiek actief als lid van de Communistische Partij van Zweden.

## Onderscheidingen
- 1965 - Lessing-Preis der Freien und Hansestadt Hamburg
- 1966 - Heinrich-Mann-Preis
- 1982 - Literaturpreis der Stadt Bremen
- 1982 - Georg-Büchner-Preis (postuum)

## Peter-Weiss-Preis
De Peter-Weiss-Preis is een cultuurprijs ter gedachtenis aan Peter Weiss. Deze prijs wordt elke twee jaar door de stad Bochum uitgereikt en bedraagt € 15.000.

## Werken

### Theaterstukken
- 1949 Der Turm
- 1952 Die Versicherung
- 1963 Nacht mit Gästen (Night with Guests)
- 1963/5 Die Verfolgung und Ermordung Jean Paul Marats dargestellt durch die Schauspielgruppe des Hospizes zu Charenton unter Anleitung des Herrn de Sade
- 1963/8 Wie dem Herrn Mockinpott das Leiden ausgetrieben wird
- 1965 Die Ermittlung
- 1967 Gesang vom lusitanischen Popanz
- 1968 Diskurs über die Vorgeschichte und den Verlauf des lang andauernden Befreiungskrieges in Viet Nam als Beispiel für die Notwendigkeit des bewaffneten Kampfes der Unterdrückten gegen ihre Unterdrücker sowie über die Versuche der Vereinigten Staaten von Amerika die Grundlagen der Revolution zu vernichten
- 1969 Trotzki im Exil
- 1971 Hölderlin
- 1974 Der Prozeß
- 1982 Der neue Prozeß
- 2003 Inferno (postuum uitgebracht)

### Proza
- 1944 Från ö till ö (Deutsch: Von Insel zu Insel)
- 1948 De besegrade (Deutsch: Die Besiegten)
- 1948 Der Vogelfreie (1949 Schwedisch: Dokument I, erstmal auf Deutsch unter dem Pseudonym Sinclair als Der Fremde)
- 1951 Duellen (Deutsch: Das Duell)
- 1952 Der Schatten des Körpers des Kutschers (The Shadow of the Coachman's Body)
- 1956 Situationen (Deutsch: Die Situation)
- 1960 Abschied von den Eltern. (Ned. vert.: Afscheid van mijn ouders. Amsterdam: J.M. Meulenhoff / De Bezige Bij, 1968)
- 1961 Fluchtpunkt
- 1962 Das Gespräch der drei Gehenden
- 1975-1981 Die Ästhetik des Widerstands (I: 1975; II: 1978; III: 1981)

### Illustraties
Peter Weiss voorzag zijn vroege manuscripten zelf van illustraties en, om in zijn levensonderhoud te voorzien illustreerde hij ook werken van andere auteurs. De niet gepubliceerde illustraties staan voor een deel in de tentoonstellingscatalogus. 
- 1938 Herm. Chattus (d.i. Hermann Hesse): Anton Schievelbeyn's ohnfreywillige Reisse nacher Ost=Indien. Mit 26 aquarellierten Zeichnungen von Weiss. Verlegt in: Der verbannte Ehemann. Insel Taschenbuch 260; 1. Aufl. 1977.
- 1938 Hermann Hesse: Kindheit des Zauberers, handgeschrieben und mit zahlreichen Federzeichnungen und Aquarellen illustriert von Weiss (Faksimile beim Insel Verlag 1974)
- 1947 Från ö till ö, mit vier Illustrationen (1984 deutsch "Von Insel zu Insel" bei Frölich & Kaufmann, Berlin)
- 1951 Duellen. 1953 Privatdruck mit 10 Federzeichnungen,(1972 deutsch: "Das Duell" als Suhrkamp Taschenbuch 41)
- 1958 Nils Holmberg: Tusen och en natt. Första delen. (Deutsch: Tausend und eine Nacht, Erster Band).  Mit 16 Collagen von Weiss.
- 1958 Nils Holmberg: Tusen och en natt. Andra samlingen. (Deutsch: Tausend und eine Nacht, Zweiter Band).  Mit 12 Collagen von Weiss.
- 1960 Der Schatten des Körpers des Kutschers. mit 7 Collagen
- 1962 schwedische Übersetzung von "Abschied von den Eltern" 8 Collagen (1980 neue deutsche Ausgabe mit den Collagen, Bibliothek Suhrkamp 700)
- 1976 Per Drougge: Peter Weiss. collage, teckning. 1933 - 1960. en utställning producerad av Södertälje Konsthall, Sverige (Ausstellung in der Kunsthalle Södertälje, 1976)
- 1980 Peter Spielmann(Hg.): Der Maler Peter Weiss. Bilder, Zeichnungen, Collagen, Filme Katalog zur Ausstellung im Museum Bochum, 8. März bis 27. April 1980
- 1983 Dr. Annette Meyer zu Eissen: Peter Weiss als Maler. Katalog zur Ausstellung in der Kunsthalle Bremen, 16. Januar bis 20. Februar 1983.